# Eino Soinio
Eino Aleksi Soinio geb. Salin (* 12. November 1894 in Helsinki; † 7. Dezember 1973 ebenda) war ein finnischer Fußballspieler.
Er nahm als Kapitän der finnischen Nationalmannschaft am Fußballturnier der Olympischen Spiele 1912 in Stockholm teil.
Dort absolvierte er alle vier Spiele der finnischen Mannschaft während des Turniers, in denen er ein Tor beim 3:2-Sieg nach Verlängerung gegen Italien erzielte.
Insgesamt bestritt er 36 Länderspiele für Finnland.